# Gishuha (vattendrag i Ruyigi)
Gishuha är ett vattendrag i Burundi.   Det ligger i provinsen Ruyigi, i den centrala delen av landet, 100 kilometer öster om huvudstaden Bujumbura.
I omgivningarna runt Gishuha växer huvudsakligen savannskog. Runt Gishuha är det ganska tätbefolkat, med 144 invånare per kvadratkilometer.